# Gossypium gossypioides
Gossypium gossypioides är en malvaväxtart som först beskrevs av Ulbrich, och fick sitt nu gällande namn av Standley. Gossypium gossypioides ingår i släktet bomull, och familjen malvaväxter. Inga underarter finns listade i Catalogue of Life.